# Erwin Münchow (Tischtennisspieler)
Erwin Münchow (* 2. Februar 1916 in Kiel; † 1970), auch bekannt unter seinem Spitznamen Seppl, war ein deutscher Tischtennis-Nationalspieler. Er nahm an zwei Weltmeisterschaften teil.

## Werdegang
Mit dem Verein Kieler TTK Grün-Weiß gewann Münchow 1932/33 die erste deutsche Mannschaftsmeisterschaft mit Kurt Entholt, Wishnu Kirloskar, Hermann Suhr, Herbert Ladda, H.Landsberg (gefallen) und Werner Deutelmoser. 1938 wechselte er nach Berlin zum Turn-Sport-Verein Wittenau. Zur Saison 1939/40 kehrte er nach Kiel zurück. 1937 und 1938 nahm er an Weltmeisterschaften teil; er wurde 17-mal in die Nationalmannschaft berufen.
Bei der WM 1937 verlor er in der ersten Runde sowohl im Einzel gegen den Ungarn Ferenc Soós als auch im Doppel mit Helmut Ulrich gegen Sol Schiff/Abe Berenbaum (USA). Die deutsche Mannschaft wurde Elfter. 1938 siegte er im Einzel gegen Morris Bassford (USA) und William Goodman (England), danach unterlag er dem Litauer Chaimas Duškesas (1920–2004). Im Doppel mit J. Meredith (Wales) schied er in der ersten Runde gegen James McClure/Sol Schiff (USA) aus. Mit der deutschen Mannschaft kam er auf Platz 10.
Bei den Internationalen Deutschen Meisterschaften wurde er 1937 Zweiter im Einzel und Dritter im Mixed mit Annemarie Schulz (BSG Osram Berlin), 1939 Dritter im Doppel mit seinem damaligen Vereinskameraden Heinz Herbst vom TSV Wittenau. Im selben Jahr belegte er bei den Deutschen Mannschaftsmeisterschaften mit dem TSV Wittenau den 3. Platz mit den Spielern Heinz Herbst (1918–1994), Heinz Raack, Helmut Deutschland, Herbert Elsholz (gefallen 1941), Robert Kinsky (gefallen 1941) und Herbert Schmigalla (1910–1981).
Bei den Nationalen Deutschen Meisterschaften wurde er 1936 und 1939 im Einzel Fünfter, 1941 Dritter im Mixed mit Astrid Hobohm, 1943 Dritter im Einzel. Im Doppel erreichte er 1943 mit Heinz Benthien das Endspiel. Hier unterlagen sie den Österreichern Herbert Wunsch/Heinrich Bednar, die nach dem Anschluss Österreichs für Deutschland spielberechtigt waren. 1949 wurde er im Mixed mit Inge Clausen Zweiter.
In der deutschen Rangliste belegte Münchow 1947/48 und 1949/50 Platz neun. 1953 wurde er bei der Bundeshauptversammlung des Deutschen Tischtennis-Bundes DTTB in Edenkoben in den Schiedsrichterausschuss gewählt.
Bei den Berliner Meisterschaften belegte Erwin Münchow 1938/39 den 1. Platz im Einzel, den 2. Platz im Doppel (mit Heinz Herbst) und den 1. Platz im Mixed (mit Anita Felguth). Später gewann er auch dreimal den Einzeltitel bei den Landesmeisterschaften Schleswig-Holsteins: 1948/49, 1949/50 und 1950/51; zudem gewann er 1948/49 und 1949/50 zusammen mit Inge Clausen den Titel im Mixed.
Münchow war kaufmännischer Angestellter. Er starb 1970 im Alter von 54 Jahren. Zuletzt lebte er in Herford.

## Familie
Sein Bruder Heinz Münchow († 26. November 1961) war 1952 bis 1961 Vorsitzender des Tischtennis-Verbandes Schleswig-Holstein.

## Turnierergebnisse
| Verband | Veranstaltung     | Jahr | Ort     | Land | Einzel    | Doppel    | Mixed        | Team |
| ------- | ----------------- | ---- | ------- | ---- | --------- | --------- | ------------ | ---- |
| GER     | Weltmeisterschaft | 1938 | Wembley | ENG  | letzte 32 | Scratched | keine Teiln. | 10   |
| GER     | Weltmeisterschaft | 1937 | Baden   | AUT  | letzte 64 | letzte 32 | keine Teiln. | 11   |

Quelle: